# Реакция Воля — Циглера
Реакция Воля-Циглера — реакция радикального бромирования N-бромамидами или N-бромимидами (обычно N-бромсукцинимидом) в аллильное или бензильное положение. 
Происходит в присутствии источника свободных радикалов (азобисизобутиронитрил, пероксид бензоила). Наилучшие выходы получаются в случае использования тетрахлорида углерода в качестве растворителя. Впервые описана А. Волем в работе, названа его именем и именем К. Циглера. Примером реакции может служить синтез 4-бромогептена-2 (имеется перевод):
Реакция идёт по цепному радикальному механизму, для инициирования реакции нужны следовые количества HBr, содержащиеся в N-бромимиде:
{\displaystyle {\mathsf {(RCO)_{2}NBr+HBr\rightarrow (RCO)2NH+Br_{2}}}}
{\displaystyle {\mathsf {Br_{2}\rightarrow 2Br\cdot }}}
{\displaystyle {\mathsf {RCH_{2}CH{\text{=}}CH_{2}+Br\cdot \rightarrow RCH^{\cdot }CH{\text{=}}CH_{2}+HBr}}}
{\displaystyle {\mathsf {RCH^{\cdot }CH{\text{=}}CH_{2}+Br_{2}\rightarrow RCHBrCH{\text{=}}CH_{2}+Br\cdot }}}
Селективность бромирования обусловлена стабилизацией аллильного (или бензильного) радикала за счёт резонансной делокализации неспаренного электрона по единой π-электронной системе:
{\displaystyle {\mathsf {RCH^{\bullet }CH{\text{=}}CHR'\rightarrow RCH{\text{=}}CHCH^{\bullet }R'}}}
в результате чего энергия C-H связи в аллильном положении оказывается пониженной по сравнению с C-H связью в алкильных и винильных радикалов.